# Portada/efemèride octubre 9
Lin Shu
« 8 d'octubre · 9 d'octubre · 10 d'octubre »